# FK Vulturul Grebenac
Fudbalski klub "Vulturul" (FK Vulturul, Vulturul, Vulturul Grebenac; ) je nogometni klub iz Grebenca, općina Bela Crkva, Južnobanatski okrug, Vojvodina, Republika Srbija. 
 
U sezoni 2025./26. "Vulturul" se natječe u "Područnoj fudbalskoj ligi Pančevo", ligi petog stupnja nogometnog prvenstva Srbije. 

## O klubu
Boje kluba su plava i bijela. 

## Vanjske poveznice
- FK"Vulturul"Grebenac, Facebook stranica
- srbijasport.net, Vulturul Grebenac

- (engl.) sofascore.com, FK Vulturul Grebenac
- (engl.) transfermarkt.fm, Vulturul Grebenac
- (rum.) druckeria.ro, Vulturul Grebenac